# Yvette Bonnay
Yvette Bonnay (* 16. Februar 1927 in Draguignan, Var; † 8. März 2022 in Saint-Raphaël, Var; gebürtig Yvette Françoise Madeleine Marsiglia) war eine französische Kostümbildnerin.

## Leben
Die 1927 in Südfrankreich geborene Yvette Bonnay war ab 1959 beim französischen Film als Kostümbildnerin tätig. Der erste Film, an dem sie als solche beteiligt war, war Yves Ciampis Filmdrama Der Sturm bricht los mit Curd Jürgens in der Hauptrolle. Es folgten jedoch nur wenige Arbeiten als hauptverantwortliche Kostümbildnerin eines Films, darunter Bertrand Taverniers Ferien für eine Woche (1980) mit Nathalie Baye. Zumeist kam Bonnay unter der Leitung anderer Kostümbildner zum Einsatz, wie 1971 bei Die Katze mit Jean Gabin und Simone Signoret. 
Besonders häufig fertigte sie Kostüme für den Schauspieler Philippe Noiret an, mit dem sie bereits am Théâtre National Populaire zusammengearbeitet hatte. Zu ihren gemeinsamen Filmproduktionen zählen unter anderem Adel schützt vor Torheit nicht (1969), Monsieur Albert (1976), Die Familienpyramide (1984) und Claude Chabrols Masken (1987). Für Alain Cavaliers Filmbiografie Thérèse über die Nonne Therese von Lisieux erhielt Bonnay 1987 eine Nominierung für den César in der Kategorie Beste Kostüme. Sie unterlag jedoch Anthony Powell, der den Preis für Piraten gewann. Zuletzt war sie 1996 beim Film aktiv. Bonnay, die zwei Söhne hatte, starb 2022 im Alter von 95 Jahren in der südfranzösischen Hafenstadt Saint-Raphaël und wurde in ihrem Geburtsort Draguignan beigesetzt.

## Filmografie (Auswahl)
- 1959: Der Sturm bricht los (Le Vent se lève)
- 1969: Adel schützt vor Torheit nicht (Clérambard)
- 1971: Die Katze (Le Chat)
- 1973: Die Löwin und ihr Jäger (Les Granges brûlées)
- 1973: Ich weiß von nichts und sage alles (Je sais rien, mais je dirai tout)
- 1975: Der Tolpatsch mit dem sechsten Sinn (La Course à l’échalotte)
- 1976: Monsieur Albert
- 1977: Die wilden Mahlzeiten (René la canne)
- 1977: Das malvenfarbene Taxi (Un taxi mauve)
- 1978: Die letzte Ausgabe (Judith Therpauve)
- 1980: Ferien für eine Woche (Une semaine de vacances)
- 1982: Stern des Nordens (L’Étoile du Nord)
- 1984: Die Familienpyramide (L’Été prochain)
- 1985: Zweifelhafte Karriere (Le 4ème pouvoir)
- 1986: Thérèse
- 1987: Masken (Masques)
- 1990: Gauner gegen Gauner (Ripoux contre ripoux)

## Auszeichnungen
- 1987: Nominierung für den César in der Kategorie Beste Kostüme für Thérèse